# 山本真敬
山本 真敬（やまもと まさのり、1977年6月16日 - ）は、日本の俳優。ビーラパン所属。

## 人物・来歴
大阪府堺市（現、堺市堺区）出身。2020年より舞台を中心に芸能活動を始める。2022年より現在の事務所に所属。

## エピソード
- 生まれたときの体重は4250ℊとかなり大きかった。
- 好きなものはプロ野球（大の読売巨人軍ファン）、ギター、呑むこと。
- 舞台共演を機に、奥田圭悟や櫻井孝之らと親交が深くなった。

## 出演作品

### 舞台
- 『忍びよる偲びの夜』(2020年7月　新宿シアターブラッツ)坂井康夫役
- 『光と海と～光秀と五右衛門』(2020年11月　　渋谷区文化総合センター大和田伝承ホール)柴田勝家役
- 『CHICAKO』(2021年3月　シアターグリーンBIG TREE THEATER)早坂正男役
- 『CHICAKO2』(2021年7月　ラゾーナ川崎プラザソル)早坂正男役
- 『Angry12』(2021年8月　中目黒キンケロ・シアター)看守長役
- 『華麗なるギャツビー』(2021年9月　六本木トリコロールシアター)アンリ役
- 『令和版!!そして龍馬は殺された』(2021年12月　俳優座劇場)西郷吉之助役
- 『龍馬が翔ぶ』(2022年12月　俳優座劇場)西郷吉之助役

### テレビ番組
- 『世界一受けたい授業』(2022年4月　日本テレビ)上司役
- 『ザ!世界仰天ニュース』(2022年4月　日本テレビ)夫役
- 『THE突破ファイル』(2022年7月　日本テレビ)ビジネスマン役
- 『ザ!世界仰天ニュース』(2022年11月　日本テレビ)公安ZERO班長役
- 『カズレーザーと学ぶ。』(2022年12月　日本テレビ)上司役
- 『燃えろ!番狂わせスタジアム』(2023年3月　日本テレビ)日本代表ラグビー選手役
- 『THE突破ファイル』(2023年6月　日本テレビ)美術館館長前田役
- 『うわっ!ダマされた大賞』(2023年7月　日本テレビ)仕掛け人役
- 『Mr.サンデー』(2023年7月　フジテレビ)まるか食品社長役
- 『THE突破ファイル』(2023年12月　日本テレビ)山口役

### テレビドラマ
- 『元彼の遺言状』第4話(2022年　フジテレビ)コメンテーター山田役
- 『競争の番人』第3話(2022年　フジテレビ)営業本部長役
- 『クロサギ』第3話(2022年　TBSテレビ)詐欺師役
- 『アトムの童』第7.8.9話(2022年　TBSテレビ)クリエイター役
- 『口説き文句は決めている』(2023年　フジテレビ)堤社長役
- 『人事の人見』(2025年　フジテレビ)第2話 係員役

### 音声ドラマ
- 『1985 タイガース 情熱のトラ男』(2022年　ZOWA)内片輝監督

### CM
- 『西松建設　西松くん登場編』(2023年)現場監督役
- 『medical force　電子カルテ』(2023年)クリニック経営者役
- 『Nintendo　Nintendo Switch BIRDIE WING -Golf Girls' Story-』(2023年)社長役

### 配信ドラマ
- 『列島制覇-非道のうさぎ-』(2021年　東映ビデオ)第3話

### MV
- 鈴木鈴木「サイレンビート」スタイリスト師匠役（2022年）
- 優里「恋人じゃなくなった日」新婦父役（2023年）
- FANTASTICS from EXILE TRIBE「Tell me」アメリカンポリス役（2023年）

### モデル
- 富士スピードウェイホテル
- 東急コミュニティーQUICK solo
- Right onCAMP7×おやじキャンプ飯